# Andreaskerk (Katwijk)
De Andreaskerk in Katwijk aan Zee, in de Nederlandse provincie Zuid-Holland, staat pal aan de Boulevard. De kerk is vernoemd naar de apostel Andreas, onder meer schutspatroon van de vissers. Het wapen van de gemeente Katwijk is een azuurblauw andreaskruis op een zilver fond. Plaatselijk is de kerk ook bekend onder de naam Oude Kerk, en in grotere mate als Witte Kerk. Het orgel is een Van den Heuvelorgel. De kerk heeft 1400 zitplaatsen en is thans van de Protestantse Kerk in Nederland (Nederlands hervormd).

## Geschiedenis

### Plunderingen en vernielingen
De kerk is gebouwd omstreeks 1460, toen Katwijk aan Zee een zelfstandige parochie werd, als kruiskerk met een driebeukig schip. De kerk, die was gewijd aan Sint Andreas, werd op 5 april en 24 mei 1571 geplunderd door de watergeuzen. Een van hen, Jacob van Billeken werd op 23 of 24 juni gevangen genomen, verhoord en opgehangen in de duinen van Katwijk. Later, tijdens het Beleg van Leiden, werd het dak en de bovenste deel van de muren van de kerk vernield. Vermoedelijk is tussen 1580 en 1590 het zuidelijke schip herbouwd. De klok dateert uit 1594.

### Uitbreiding
In 1709 is de kerk uitgebreid met het noordelijke schip. Toen in 1791 een nieuwe begraafplaats was ingericht ten oosten van het dorp werd men niet meer in de kerk begraven.
De kerk had lange tijd een spitse toren, maar tijdens de storm op 29 november 1836 werd de punt zo beschadigd dat deze moest worden afgebroken. Het jaar daarop kwam er een achtkantige koepel voor in de plaats.

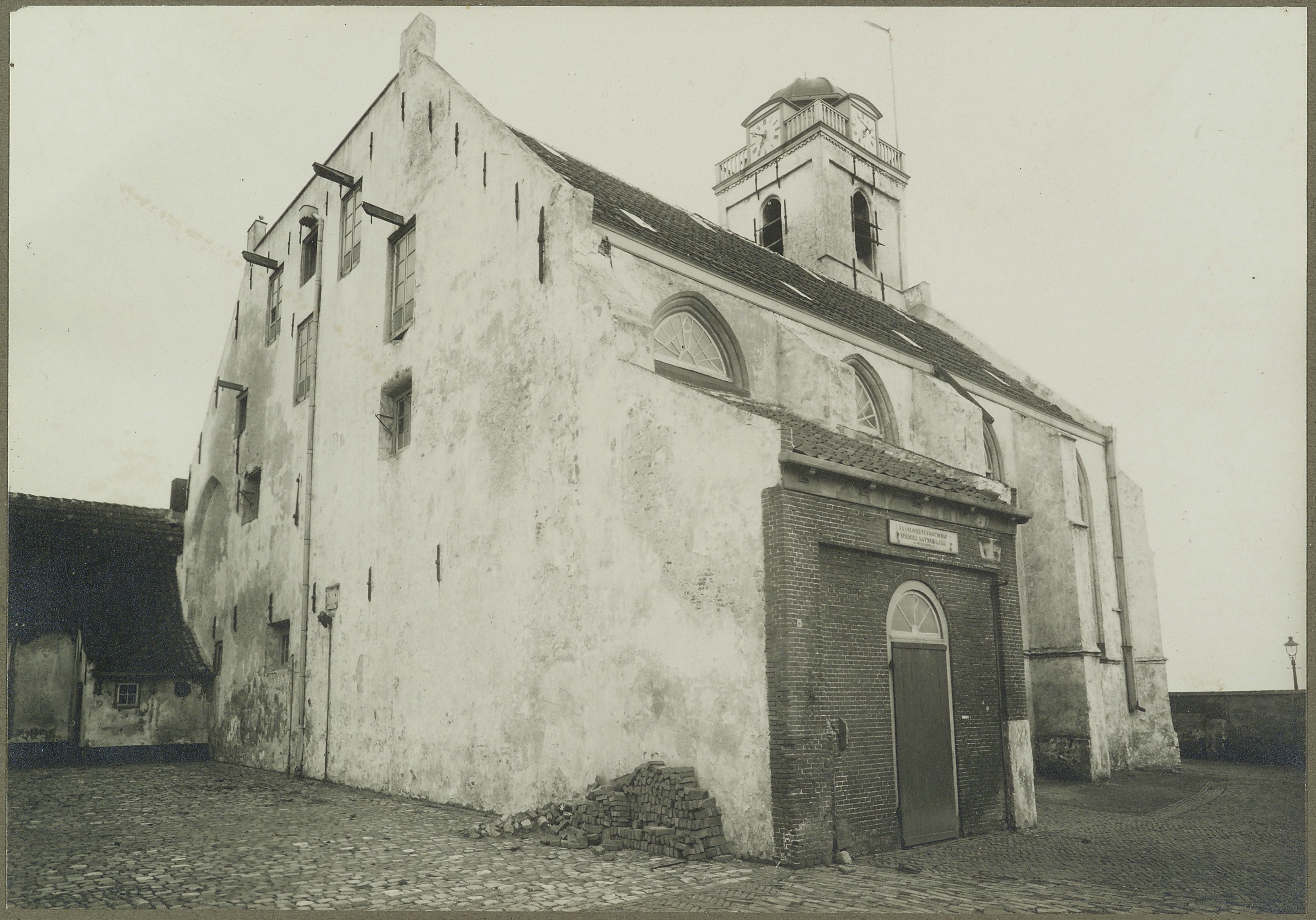
Andreaskerk rond 1920 als opslagplaats

### Opslagplaats
Omdat in 1887 de Nieuwe Kerk aan de Voorstraat was gebouwd werd de Oude Kerk in 1890 voor 6000 gulden verkocht. Tot 1921 heeft het gebouw dienstgedaan als rederijschuur van N.V. Rederij Katwijk, die eigenaar was van een aantal bomschuiten. Het gebouw diende als opslagplaats voor scheepsbenodigdheden en zout. Ook werden er netten gerepareerd door een ploeg boet(st)ers. Dit kwam tot een einde, omdat de (trage) bomschuiten werden vervangen door (snellere) loggers, die niet op het strand konden liggen. In 1921 werd het gebouw voor 45.000 gulden teruggekocht. Op 27 februari 1924 was de verbouwing gereed en werd de kerk opnieuw in gebruik genomen.

### Tweede Wereldoorlog

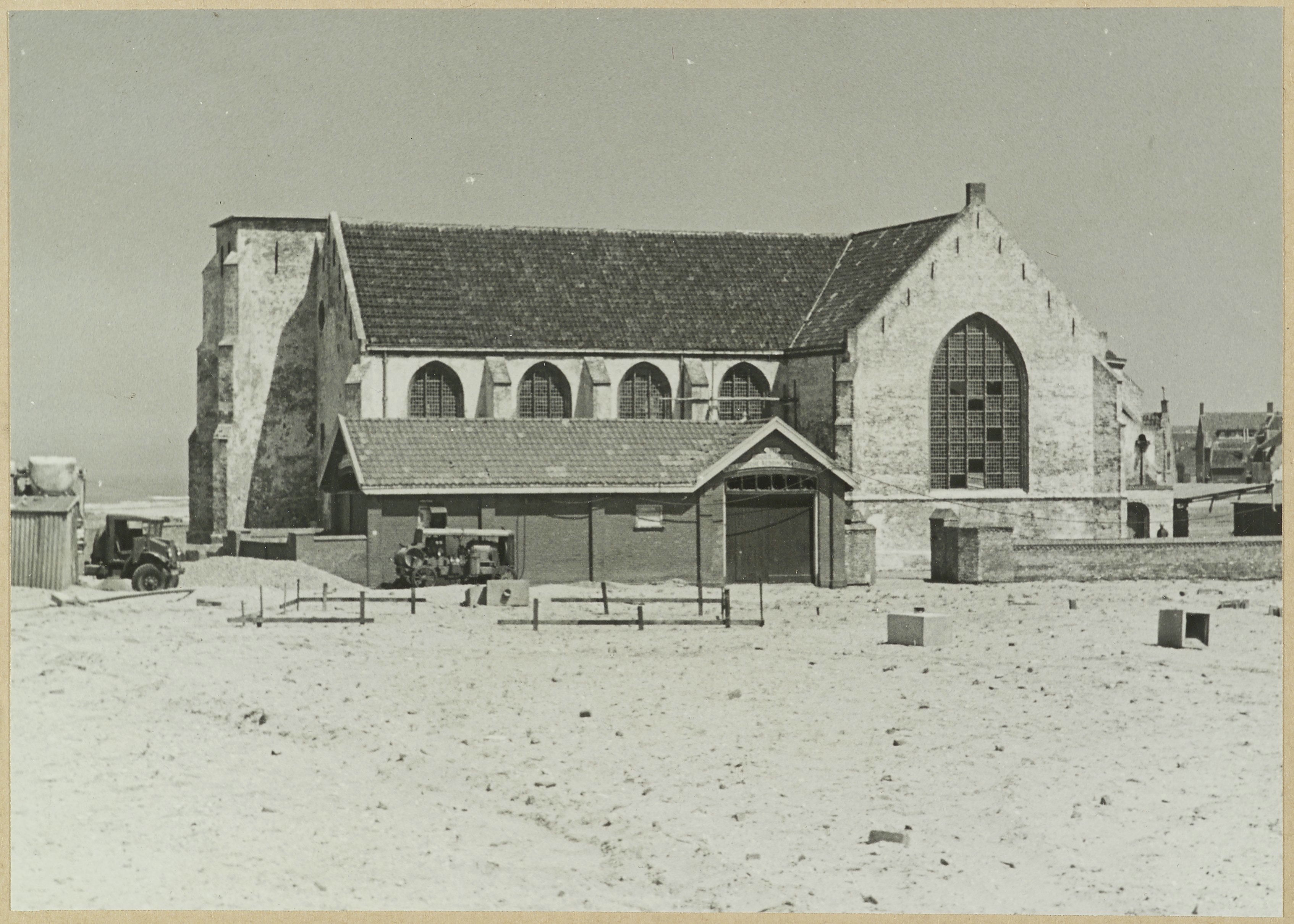
Zicht vanuit het zuiden bovengedeelte toren is verwijderd

Tijdens de Tweede Wereldoorlog had de Ortskommandant opdracht gegeven om de kerk evenals de huizen langs de boulevard af te breken. Een slimme aannemer heeft het gebouw gered. Hij heeft alleen de toren tot dakhoogte gesloopt en beschouwde de klus als geklaard. Het interieur (inclusief het orgel) was al eerder in veiligheid gebracht. In 1952 werd de toren in ere hersteld, maar niet precies hetzelfde als voordien.

## Orgel

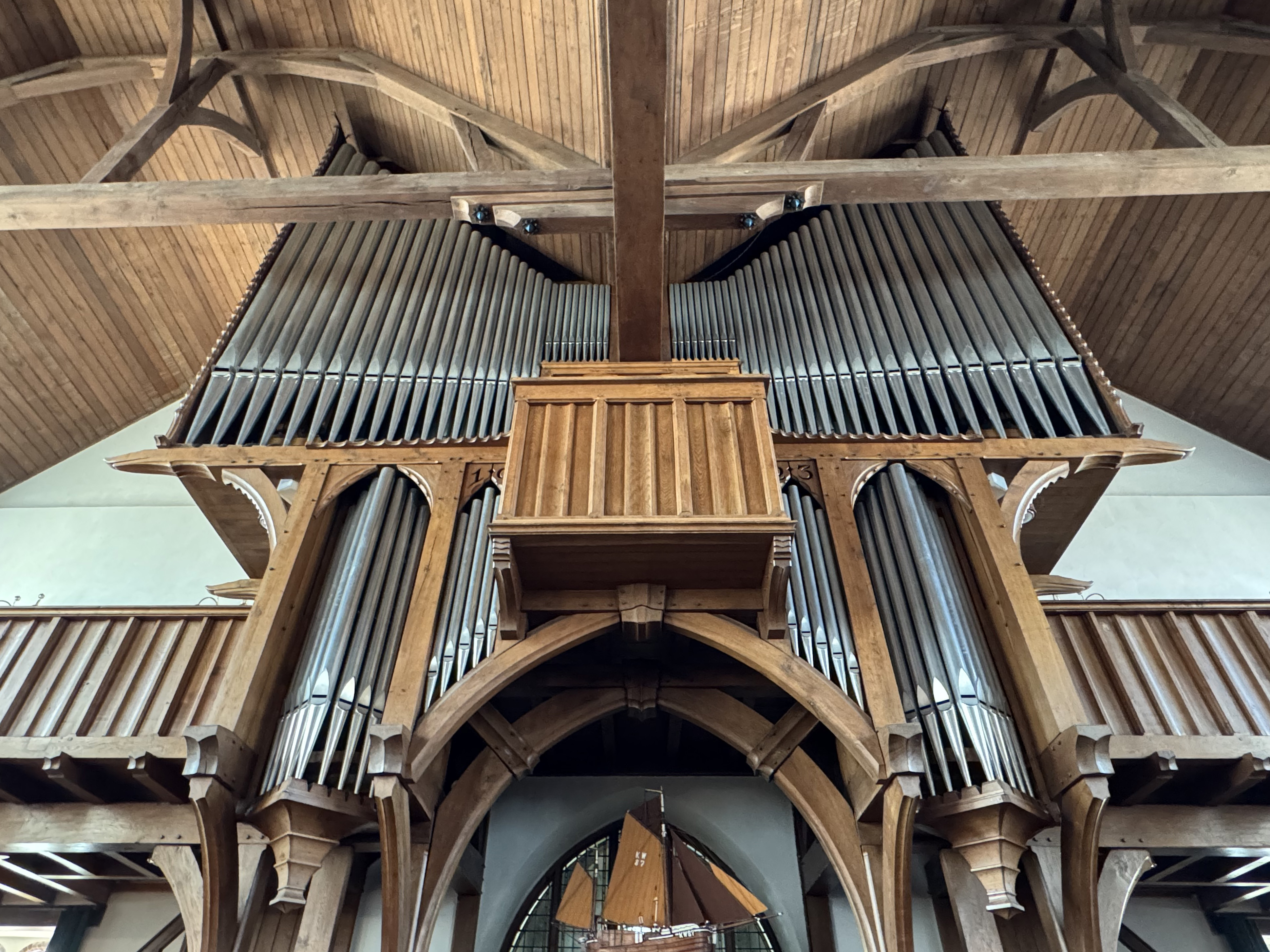
Orgel van de Andreaskerk

Het orgel is in 1995 gebouwd door de firma J.L. van den Heuvel (Dordrecht).
Dispositie Van den Heuvelorgel:
| Hoofdwerk (manuaal 1) |              |
| Prestant              | 16'          |
| Prestant              | 8'           |
| Roerfluit             | 8'           |
| Flûte harmonique      | 8'           |
| Octaaf                | 4'           |
| Fluit                 | 4'           |
| Octaaf                | 2'           |
| Mixtuur               | 2' 5 sterk   |
| Cornet                | 8' V discant |
| Fagot                 | 16'          |
| Trompet               | 8'           |
| Tremulant             |              |
|                       |              |

| Zwelwerk (manuaal 2) |               |
| Bourdon              | 16'           |
| Holfluit             | 8'            |
| Viola di Gamba       | 8'            |
| Vox céleste          | 8'            |
| Vanaf C:             |               |
| Openfluit            | 4'            |
| Nasard               | 2/3'          |
| Fluit                | 2'            |
| Tertiaan             | 13/5' 2 sterk |
| Hobo                 | 8'            |
| Vox humana           | 8'            |
| Tremulant            |               |
|                      |               |

| Pedaal     |     |
| Contrabas  | 16' |
| Subbas     | 16' |
| Open Fluit | 8'  |
| Bazuin     | 16' |
|            |     |

| Koppelingen            |
| Hoofdwerk aan Pedaal   |
| Zwelwerk aan Pedaal    |
| Zwelwerk aan Hoofdwerk |

- Mechanische speeltractuur en elektrische registertractuur (sleepladen).
- Manuaalomvang: C-g3. Pedaalomvang: C-f1.

## Heden
Oorspronkelijk (1480 en later) stond de kerk in het centrum, maar doordat de zee met name tijdens de Allerheiligenvloed van 1570 huizen ten westen van de kerk wegspoelde, staat het gebouw nu aan de kust tegen de boulevard aan. Het is daarmee de enige kerk in Nederland die pal aan zee ligt.
Binnen de hervormde gemeente maken twee stromingen gebruik van de kerk: de Confessionele Beweging en de Gereformeerde Bond. Bij beide stromingen wordt gezongen uit de Psalmberijming van 1773 en de 12 enige gezangen, de Confessionele Beweging maakt daarnaast ook gebruik van de gezangenbundel uit 1938. Daarnaast wordt er bij de Gereformeerde Bond niet-ritmisch gezongen, en bij de Confessionele Beweging ritmisch. De kerkdiensten die bij de Gereformeerde Bond gehouden worden staan in bevindelijk-gereformeerd traditie.

## Renovatie 2009/2014

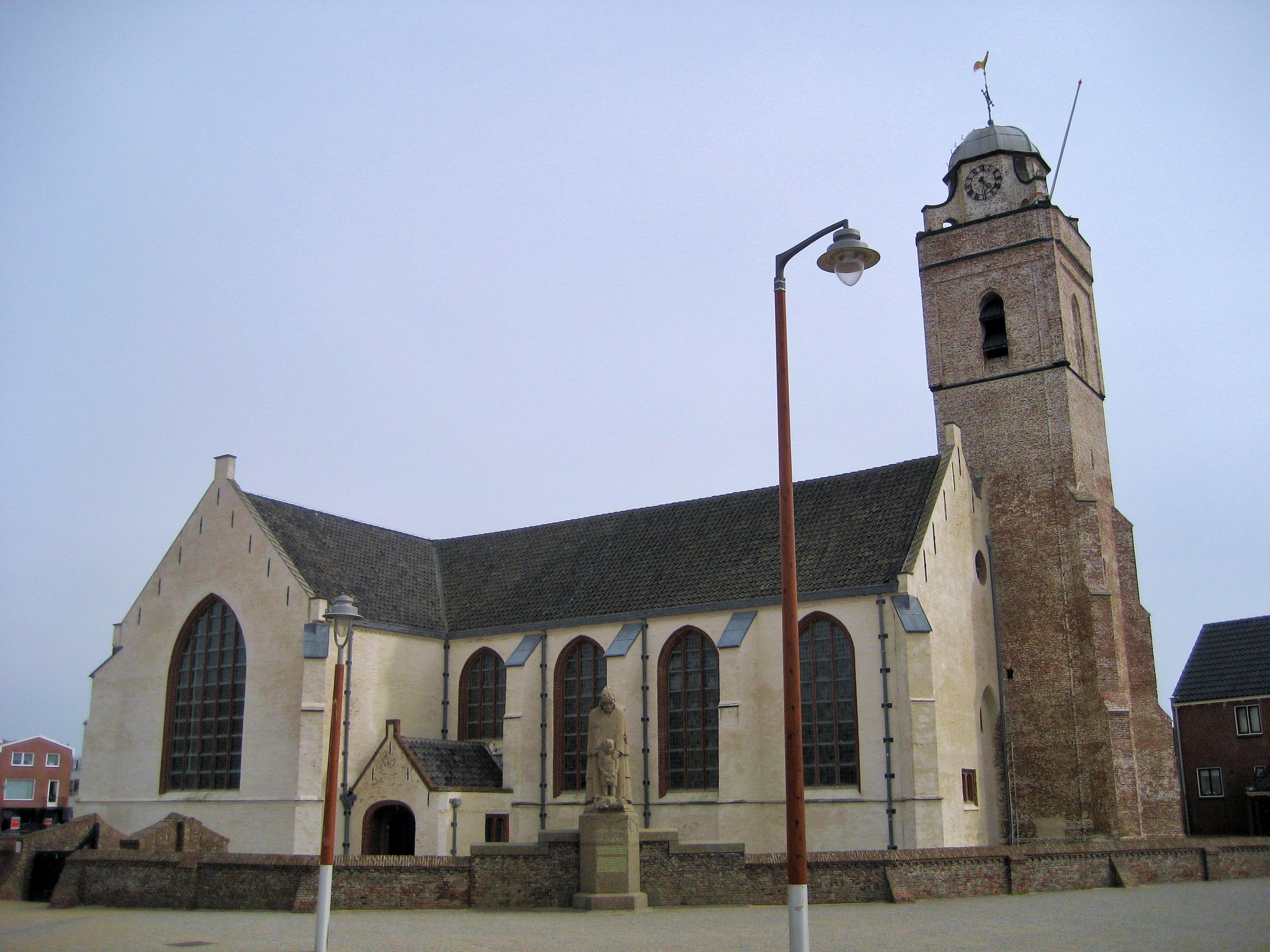
Andreaskerk (deels wit) in 2014

Gedurende 2009/2014 is de kerk grondig gerenoveerd onder leiding van restauratiearchitect Michiel Enderman. Er werd onder meer met de Rijksdienst voor Monumenten, het TNO te Delft en de gemeente Katwijk overlegd hoe de kerk het best kon worden opgeknapt. De muren zaten namelijk vol met zout. Van buitenaf doordat de kerk pal aan zee staat en de later gebruikte cementverf in de jaren '50. Door het open gaan staan van de rubberverf kwam wel water binnen, maar kon deze niet verdampen. Hierdoor trokken de zouten door de gehele muur. Door de kristallisatie van zouten direct onder het oppervlak liet de buitenste laag van de bakstenen los. Na het verwijderen van de 'witte' verf werd de kerk onbehandeld gelaten, zodat de kletsnatte muren konden drogen. Hierna werd de kerk voorzien van een dunne laag kalkpleister (kalklaag), die bij het naar buiten treden van zouten kan worden geofferd, zodat het metselwerk zelf niet wordt aangetast. De bedoeling is dat als de muren geheel droog zijn en er geen zouten meer naar buiten komen, de kerk weer voorzien kan worden van een ademende witte verflaag.
De toren was er aan de onderzijde het slechtst aan toe en bevatte de meeste zouten. Hier werden de muren behandeld met een door TNO bedachte ontzoutingspasta die het zout uit de bakstenen moest trekken. Hierna kreeg de toren dezelfde behandeling als de kerk.
De binnenkant van de kerk werd ook gerestaureerd. De zouten lieten het pleisterwerk hier verzanden, waardoor het in schollen van de muur kwam. Door het toepassen van een drielaags zoutbufferend systeem is hier een oplossing voor gevonden.

## Vissersmonument
Voor de kerk staat het standbeeld Vissersweduwe met zoon van Louis van der Noordaa. Dit ter herdenking van de vissers uit Katwijk aan Zee die door zeemijnen zijn omgekomen tijdens de Grote Oorlog. Het monument bevat de tekst: De zee zal de dooden in haar wedergeven ter nagedachtenis aan de stoere visschers die gedurende de oorlogsjaren 1914 1919 zijn omgekomen; door h.k.h. Prinses Juliana aan de bevolking van Katwijk aangeboden in dankbare herinnering aan haar twee jarig verblijf in deze gemeente 1927–1929.

## Fotogalerij

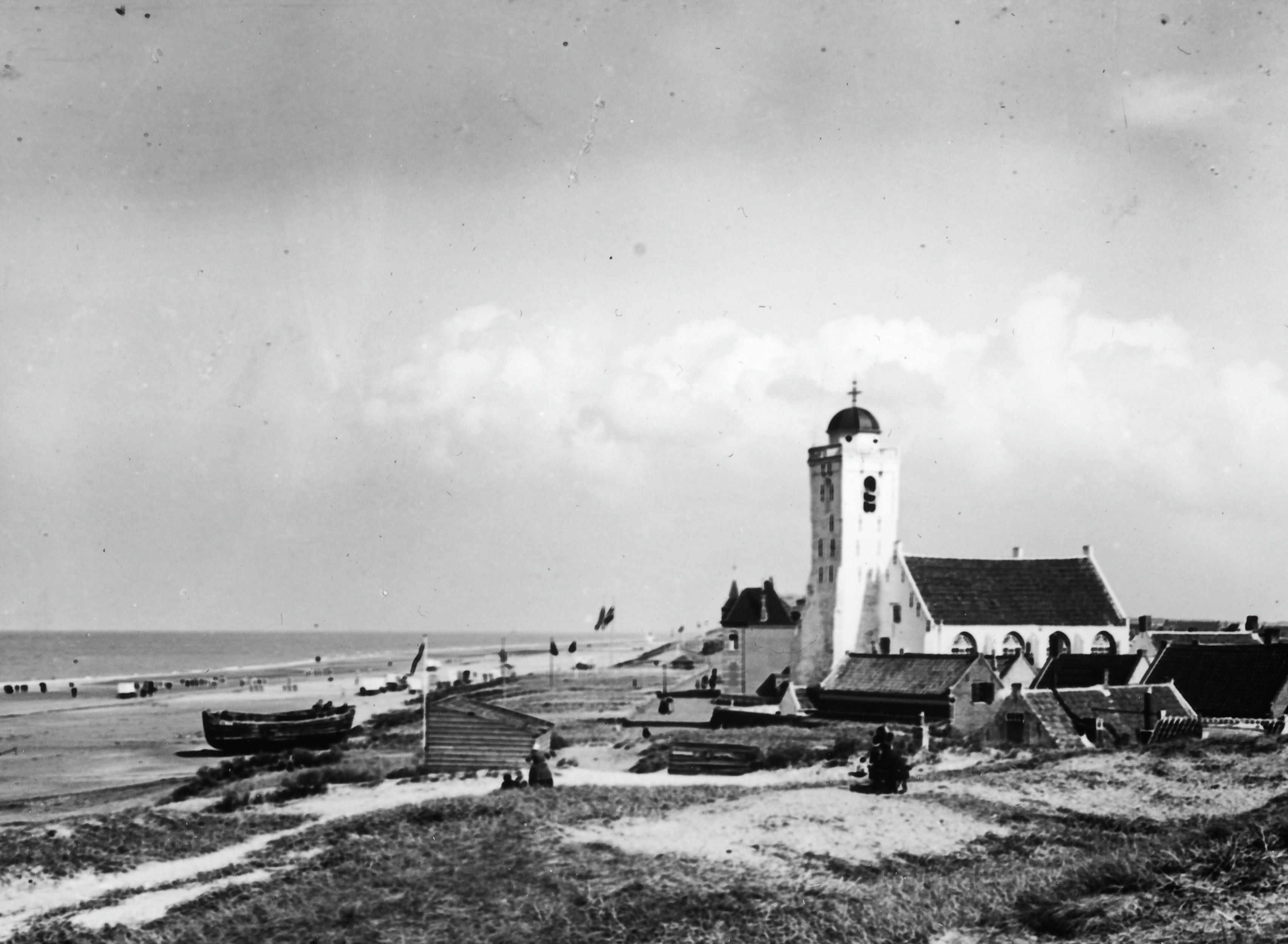
Kerk in 1934
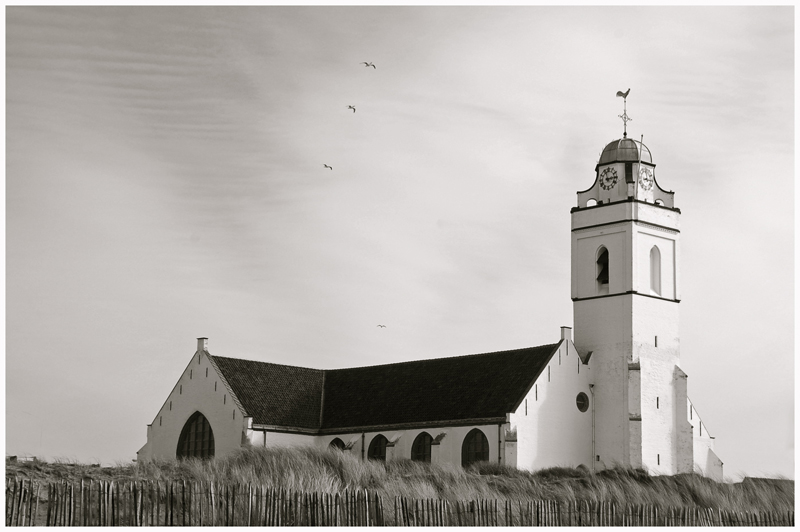
Witte Kerk, achter de duinen
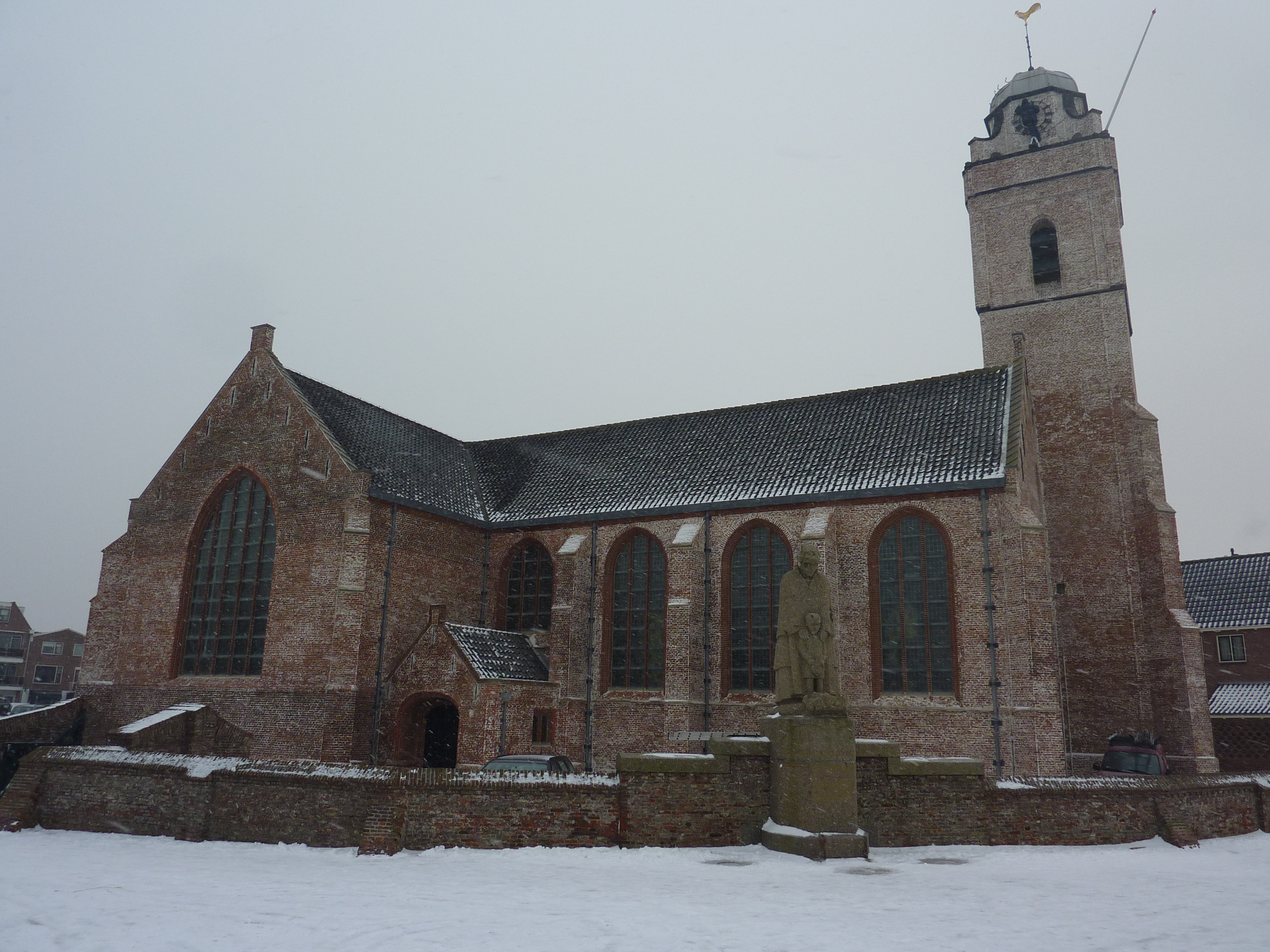
Tijdelijk rood, zijkant
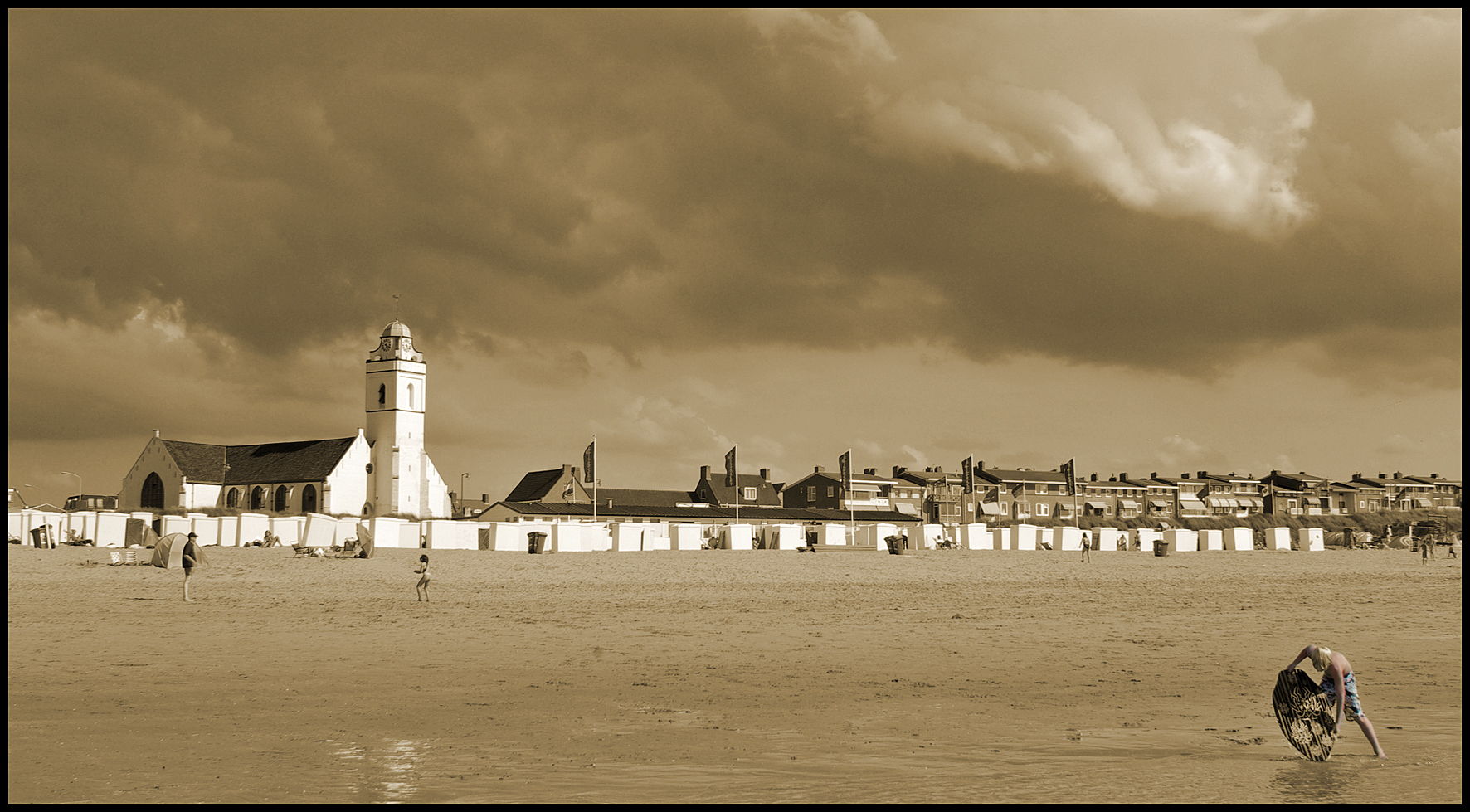
Andreaskerk vanaf het strand
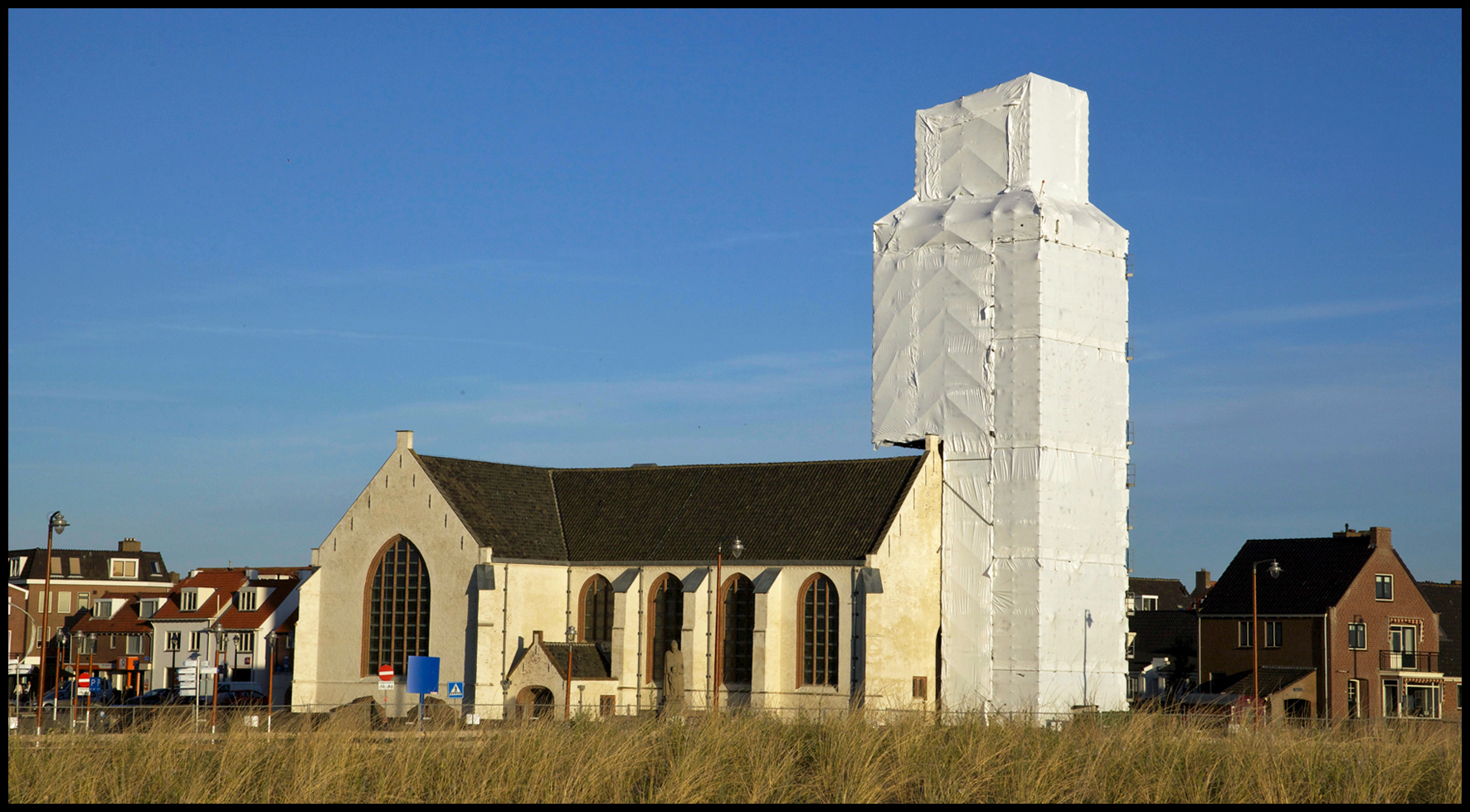
Renovatie, juni 2014
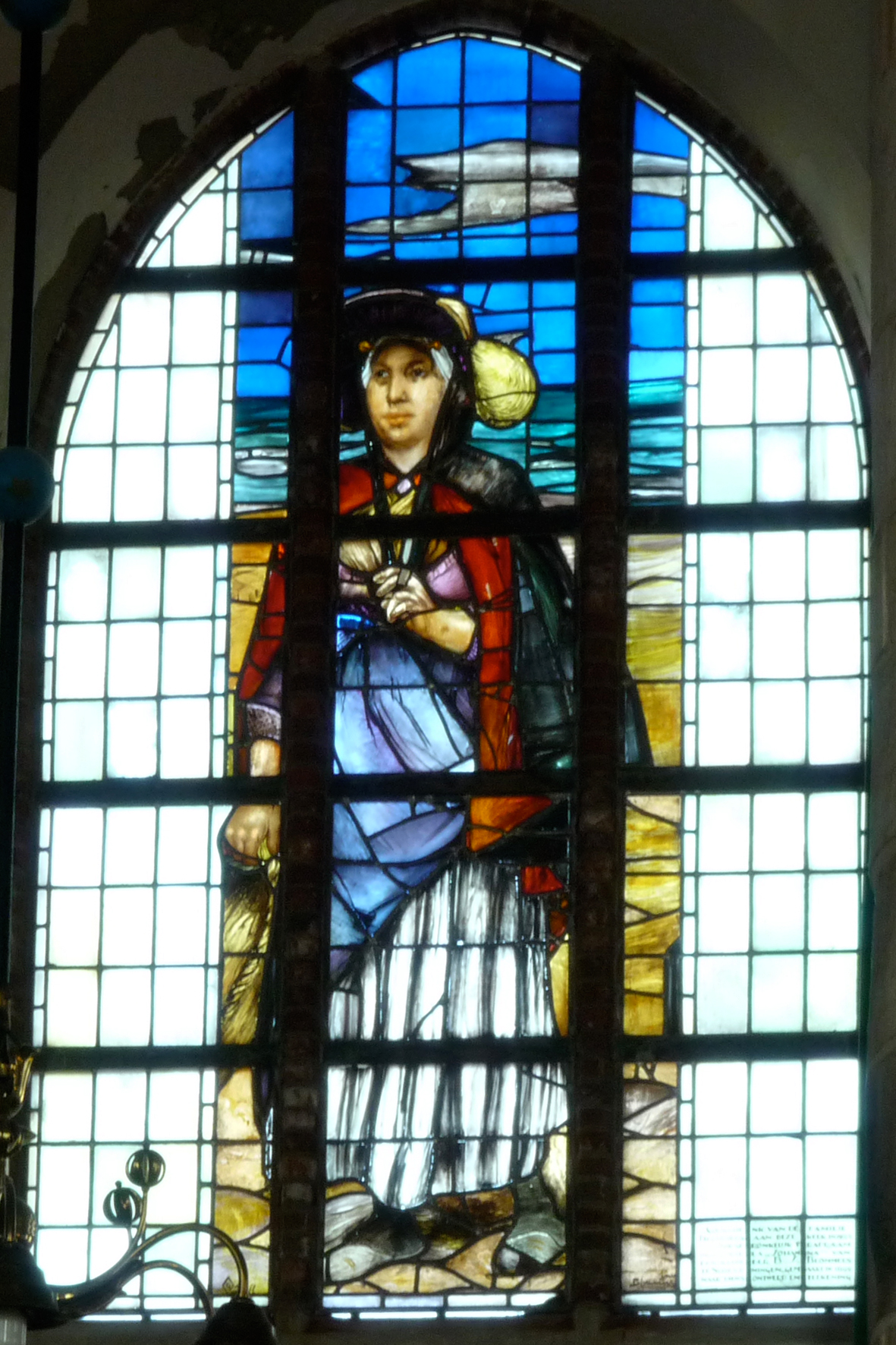
Glas-in-lood
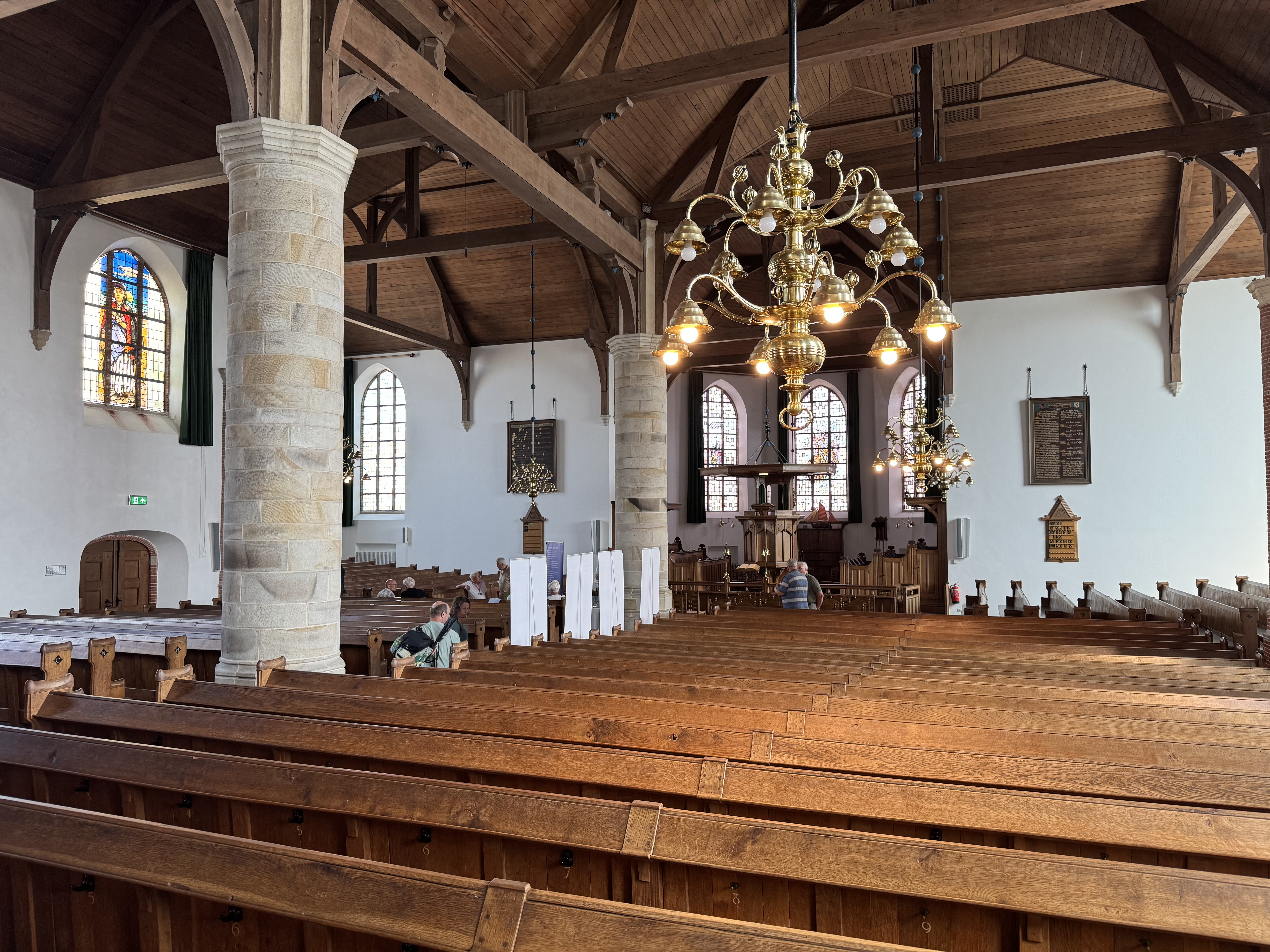
Interieur met zicht op de kansel

## Trivia
- Geen enkele andere kustplaats in Nederland heeft een kerk pal aan de boulevard staan.
- Bovengenoemde rederij werd in de volksmond "de Kerk" genoemd.